# Daniel Ruch
Pour les articles homonymes, voir Ruch (homonymie).
Daniel Ruch, né le 20 mars 1963 à Lausanne (originaire de Lützelflüh), est une personnalité politique suisse du canton de Vaud, membre du Parti libéral-radical (PLR).
Il siège au Conseil national depuis juin 2022.

## Biographie
Daniel Ruch naît le 20 mars 1963 à Lausanne, dans le canton de Vaud. Originaire de Lützelflüh, dans le canton de Berne, il est le onzième d'une fratrie de douze enfants, dont une fille. Leur père est maréchal-ferrant.
Il grandit à Riau Graubon, un hameau de Corcelles-le-Jorat. Son père étant malade, il est placé à 12 ans dans une ferme de la région, comme six de ses frères. Au terme de ses études secondaires inférieures (en « primaire supérieure »), il suit une formation de bûcheron. Il crée une entreprise forestière avec son épouse en 1984, après son école de recrues comme grenadiers à Isone. L'entreprise compte une quarantaine d'employés en 2022.
Il est marié depuis 1987 et père de deux enfants. Il est diabétique.

## Parcours politique
Il est élu à la Municipalité de Corcelles-le-Jorat en 1998 et en devient le syndic en 2007.
Il adhère au PLR en 2006 pour se porter candidat au Grand Conseil du canton de Vaud. Il y siège du 1er juillet 2012, au 28 novembre 2023.
Il est candidat au Conseil national en octobre 2015 puis en octobre 2019, terminant à chaque fois au troisième rang des non-élus de la liste de son parti,. Il accède quand même à la Chambre basse du Parlement le 13 juin 2022, grâce à l'élection d'Olivier Français au Conseil des États, puis à celles de Frédéric Borloz (auquel il succède officiellement) et d'Isabelle Moret au gouvernement vaudois. Il est le premier représentant de la Broye vaudoise au Parlement fédéral depuis Jean Fattebert en 2007. Il est membre de la Commission des institutions politiques (CIP). Initialement non réélu lors des élections fédérales de 2023, il conserve son siège grâce à l'élection de Pascal Broulis au Conseil des États et à 147 voix (0,8 %) de plus que son colistier sortant Alexandre Berthoud. À l'occasion de la nouvelle législature, il change de commission, abandonnant la CIP pour rejoindre la Commission de gestion (CdG).

### Positionnement politique
En 2011, il soutient publiquement les prestations complémentaires familiales portées par le conseiller d'État socialiste Pierre-Yves Maillard, contre l'avis du Centre patronal.